# Sipyloidea adelpha
Sipyloidea adelpha är en insektsart som beskrevs av Günther 1940. Sipyloidea adelpha ingår i släktet Sipyloidea och familjen Diapheromeridae. Inga underarter finns listade i Catalogue of Life.